# IC 1524
IC 1524 (також позначається як IC 1490) — галактика типу SBbc (компактна витягнута галактика) у сузір'ї Риби.
Цей об'єкт міститься в оригінальній редакції індексного каталогу.